# Привязанность в зрелом возрасте
Привязанность в зрелом возрасте — чувство привязанности, возникающее у взрослых людей в рамках партнёрских отношений.

## Развитие теории привязанности
Первые исследования в области теории привязанности проводились в 1960-е и 1970-е годы в контексте детско-родительских отношений. Джон Боулби и Мэри Эйнсворт  разработали теорию привязанности, где привязанность рассматривалась как тесная, индивидуально направленная эмоциональная связь между ребёнком и его матерью. Именно детско-родительские отношения в течение многих лет лежали в основе изучения привязанности. За четыре десятилетия теория привязанности Джона Боулби фактически изменила психологию развития. Установлено, что привязанность ребёнка к матери, формируясь в младенчестве, сохраняет свою активную роль и значение на протяжении всей жизни человека; так или иначе привязанность оказывает колоссальное влияние на межличностные отношения и все познавательные процессы.
В конце 1980-х Синди Хазан и Филлип Шейвер применили концепты теории привязанности к взрослым, состоящим в романтических отношениях. Они выявили, что взаимодействие между партнёрами в романтических отношениях в какой-то мере сходно с отношениями между детьми и значимым взрослым. Например, романтические партнёры точно так же стремятся быть рядом друг с другом, они так же чувствуют себя комфортно, когда их партнёр рядом, и наоборот, ощущают тревогу или одиночество, когда он отсутствует. Романтические отношения являются некой безопасной базой, семейной системой, которая помогает отражать внутренние и внешние воздействия, адаптироваться к ним. Эти сходства привели Хазан и Шейвера к попытке расширить теорию привязанности и применить её к зрелым возрастам и индивидам, состоящим в романтических отношениях, несмотря на отличия романтических связей от отношений между ребёнком и близким взрослым, который о нём заботится. Такой подход был обусловлен прежде всего тем, что основные принципы теории привязанности относятся к обоим видам отношений.
Исследователи склонны описывать основные принципы теории привязанности в свете их собственных теоретических интересов. Именно поэтому описания кажутся совершенно разными на поверхностном уровне.
Фрейли и Шейвер описывают основные положения привязанности у взрослых следующим образом:
- Эмоциональная и поведенческая динамики в отношениях ребёнок-значимый взрослый регулируются той же биологической системой, что и отношения между романтическими партнёрами.
- Виды индивидуальных различий, наблюдаемые в отношениях между ребёнком и взрослым, схожи с наблюдаемыми в романтических отношениях.
- Индивидуальные различия в привязанности взрослых являются отражением ожиданий и установок, которые были сформированы у индивида относительно себя и своих близких отношений, на основе их типа привязанности в диаде ребёнок — значимый взрослый. Эти внутренние рабочие модели являются относительно стабильными и так или иначе могут быть отражением ранних переживаний.
- Романтическая любовь как правило включает в себя взаимосвязь привязанности, проявлений заботы и сексуальных отношений.

Описанные характеристики несколько отличаются от основных положений теории привязанности, которые перечисляют Ролс и Симпсон:
- Хотя основным стимулом для формирования привязанности у взрослых является биологический фактор, связи, в которые ребёнок вступает со своим значимым взрослым, формируются на основе опыта межличностных отношений.
- Опыт предыдущих отношений влияет на формирование внутренних рабочих моделей и стилей привязанности, которые систематически влияют на привязанность.
- Привязанность, сформированная у значимого взрослого, влияет на привязанность, которая формируется между ним и ребёнком.
- Внутренние рабочие модели и тип привязанности относительно стабильны на протяжении жизни, но могут быть восприимчивы к изменениям.
- Некоторые формы психологической дезадаптации и клинических нарушений обусловлены отчасти ненадёжными внутренними рабочими моделями и стилем привязанности.

Несмотря на то, что описанные параметры отражают теоретические взгляды исследователей, которые их создали, обнаруживается ряд общих закономерностей:
- Существует биологическая обусловленность формирования привязанности, однако на её формирование также влияет индивидуальный опыт.
- Тип привязанности зависит от индивидуальных установок и ожиданий, которые являются внутренней рабочей моделью, используемой для управления поведением в отношениях.
- Внутренние рабочие модели достаточно стабильны, хотя могут и видоизменяться в зависимости от накопленного опыта.
- Индивидуальные различия в привязанности могут способствовать положительному или отрицательному воздействию на психическое здоровье и качество отношений с окружающими людьми.

Независимо от того, как описываются основные принципы теории привязанности, ключевой момент заключается в том, что те же принципы, что действуют в детско-родительских отношениях, влияют и на привязанность в романтических отношениях на протяжении всей жизни. Концепты привязанности между детьми и близкими взрослыми в основном те же, что и особенности привязанности между романтическими партнёрами в зрелом возрасте.

## Типы привязанности
Хазан и Шейвер применили конструкты и методы теории привязанности к романтическим отношениям в зрелом возрасте. Ими была предпринята попытка обнаружить три типа привязанности, выделенные ранее в исследованиях Эйнсворт.
Бартоломью и Хоровитц выделили два компонента во внутренней рабочей модели: образ других (представление об объекте привязанности) и образ себя, как достойного интереса других.
Так выделяются четыре типа привязанности:
- Надёжный
- Тревожный
- Отвергающе-избегающий
- Тревожно-избегающий

Надёжный тип привязанности у взрослых соответствует одноимённому типу, выделенному классиками теории привязанности у детей. Тревожный тип выступает аналогом тревожно-амбивалентного типа у детей, тревожно-избегающий у взрослых — одноимённого у детей, а отвергающе-избегающий тип, близкий по содержательному значению к тревожно-избегающему, не находит однозначного эквивалента в детстве.

### Надёжный тип привязанности
Люди с надёжной привязанностью (англ. secure) открыты своему партнёру, они не боятся быть любящими и искренними с ним. Надёжная привязанность способствует позитивному восприятию романтических отношений, высокой удовлетворённости в браке и в отношениях; такие люди не боятся эмоциональной близости и даже определённой зависимости от партнёра.
Надёжная привязанность в своём онтогенезе связана, прежде всего, с непротиворечивостью поведения ближайшего взрослого, насыщенностью его эмоционального репертуара реакций, а также наличием и качеством обратной связи от взрослого.

### Тревожный тип привязанности
Тревожный тип привязанности (англ. anxious–preoccupied) характеризуется желанием высокой степени эмоциональной близости с партнёром. Людям с такой привязанностью свойственна неуверенность в себе, ревность; им кажется, что партнёр не желает подобной степени близости.
Суть проблемы заключается в том, что повышенная тревожность порождает желание получить подтверждение чувств от партнёра, а это в свою очередь может привести к появлению зависимости от партнёра. Согласно модели Бартоломью и Хоровитц, у таких людей свой собственный образ окрашен негативно, поэтому они сомневаются в себе и тревожатся, особенно если их партнёр эмоционально холоден. Они также могут быть эмоционально экспрессивны.

### Отвергающе-избегающий тип привязанности
Отвергающе-избегающий (англ. dismissive–avoidant) тип привязанности свойственен независимым людям, для которых неприемлема высокая степень близости. Чаще всего они эгоистичны, так как их внутренняя рабочая модель наполнена позитивным содержанием по отношению к себе и негативным по отношению к другим. Именно это обусловливает некоторую отчуждённость в романтических отношениях. Такой тип привязанности имеет защитный характер, отмечается тенденция к подавлению и сокрытию своих эмоций и чувств.

### Тревожно-избегающий тип привязанности
Тревожно-избегающий (англ. anxious–avoidant) тип привязанности отмечается у людей, пострадавших от физического, морального или сексуального насилия на более ранних этапах жизни. Таким людям сложно быть любящими и открытыми, несмотря на стремление к близости. В данном случае желание отдалиться продиктовано страхом быть отвергнутым, а также дискомфортом от эмоциональной близости. Они не только не доверяют партнёру и видят его в негативном свете, но и себя не считают достойными любви партнёра.

## Внутренние рабочие модели
Боулби говорил о том, что посредством взаимодействия с ближайшим взрослым формируется система установок, отражающих ощущения и взгляды ребёнка на ближайшего взрослого и на себя. Уверенность не только в доступности взрослого, но и в обратной связи с ним можно выразить в двух переменных: отвечает ли ближайший взрослый на призывы о помощи или поддержке, а также, вне зависимости от ответа на предыдущий вопрос, является ли субъект таким, чтобы как фигура привязанности, так и другие люди, ответили ему соответствующим ситуации поведением. Логически эти переменные независимы, однако на практике они связаны. В результате модель (образ) фигуры привязанности и модель себя развиваются взаимодополняющими и взаимоподтверждающими.
Восприятие ближайшего взрослого и восприятие себя, как заслуживающего его поддержки, формируют рабочую модель привязанности. Они направляют поведение и позволяют ребёнку предвосхищать поведение ближайшего взрослого. Однажды сформировавшись, они относительно стабильны. Дети скорее интерпретируют своё поведение в свете рабочих моделей, нежели адаптируют рабочие модели под новый опыт.
Когда Хазан и Шейвер перенесли теорию привязанности ребёнка на романтическую привязанность в зрелости, они включили туда и идею внутренних рабочих моделей. Исследование внутренних рабочих моделей было направлено на два параметра: какого рода мысли и ощущения формируют их и стабильны ли они во времени.
Бартоломью и Хоровитц полагают, что рабочие модели состоят из 2 частей: образа себя и образа другого. Образ себя может быть в общем положительным или отрицательным, также, как и образ другого. Так, они выделили четыре типа привязанности.
- Надёжный (характеризуется положительным образом себя и положительным образом других);
- Тревожный (характеризуется негативным образом себя и положительным образом других);
- Тревожно-избегающий (характеризуется негативным образом себя и негативным образом других);
- Избегающе-отвергающий (характеризуется положительным образом себя и негативным образом других).

Образ себя и образ других можно связать с такими конструктами, как самооценка и социабельность соответственно. Это объясняет различия в негативных или позитивных образах себя и других.
Болдуин и коллеги применили теорию реляционных схем к внутренним рабочим моделям привязанности. Реляционные схемы содержат информацию о том, как партнёры обычно взаимодействуют между собой. Для каждого паттерна взаимодействия между партнёрами реляционная схема состоит из информации о себе, партнёре и типичном взаимодействии между ними. Была выдвинута гипотеза, что внутренние рабочие модели состоят из реляционных схем. Описанный выше состав реляционной схемы в целом согласуется с концепцией внутренней рабочей модели. В качестве подтверждения данного факта Болдуин и коллеги создали набор сценариев, описывающих взаимодействие, связанное с доверием, зависимостью и близостью.Следуя каждому из них, испытуемые были представлены двумя альтернативами, отражающими потенциальный ответ партнёра. Так, реляционные схемы образуют иерархии. Каждая такая иерархия включает как обобщённые паттерны, так и специфичные, относящиеся к более низким (по отношению к обобщённым) уровням в иерархии.

## Стабильность внутренних рабочих моделей
Исследователи отмечают стабильность внутренних рабочих моделей, основываясь во многом на стабильности типов привязанности, так как типы привязанности отражают установки и ожидания, которые обуславливают рабочие модели. Так, изменения в типе привязанности означают изменения в рабочей модели.
Около 70-80 % популяции не испытывают значительных изменений в типе привязанности с течением времени.Этот факт подтверждает гипотезу о том, что рабочие модели стабильны.
Остальные индивиды отмечают изменения в типе привязанности, это позволяет говорить о том, что внутренние рабочие модели не являются устойчивыми чертами личности.
Уотерс, Уайнфилд и Гамильтон полагают, что негативный жизненный опыт способствует изменениям в типе привязанности .Это подтверждается данными о том, что значимые негативные события в жизни способствуют изменениям в типе привязанности.
Давила, Керни и Бредбери выделили факторы, которые могут вызвать подобные изменения: значимые события или обстоятельства, изменения реляционных схем, личностные черты и сочетания первых и последних .

## Привязанность в романтических отношениях
Характеристики отношений между романтическими партнёрами в зрелости различаются между собой. Одни пары удовлетворены больше, чем другие; отношения одних длятся дольше, чем отношения других; способность к адаптации к внешним воздействиям у одних пар выше, чем у других. Существуют данные о том, что различия в типах привязанности влияют на качество романтических отношений, а также на характеристики функционирования семьи.

### Удовлетворённость
Многие исследования направлены на изучение связи между типом привязанности и удовлетворённостью отношениями. Люди с надёжным типом привязанности чаще выражают большую удовлетворённость отношениями, чем люди с ненадёжным типом. Это касается как отношений вообще, так и сексуальных отношений.
Несмотря на уже выявленное наличие связи между типом привязанности и субъективной удовлетворённостью, по-прежнему остаётся не до конца ясным, с помощью каких механизмов привязанность влияет на удовлетворённость.
Одним из механизмов может быть характер общения и взаимодействия между партнёрами. При надёжном типе привязанности наблюдается более конструктивное общение, а также большая интимность и раскрытие перед партнёром, что влияет на удовлетворённость отношениями. Другими механизмами могут быть способ разрешения конфликтов и поддержка со стороны партнёра. Таким образом, механизмы влияния стиля привязанности на удовлетворённость романтическими отношениями необходимо ещё исследовать.

### Длительность отношений
Тип привязанности косвенно обусловливает длительность отношений. Это может быть отчасти связано с преданностью друг другу.
Люди с надёжным типом привязанности отличаются преданностью, даже приверженностью отношениям. Кроме того, так как люди с надёжным типом больше удовлетворены отношениями, это может также влиять и на длительность отношений. Однако, связь надёжного типа с продолжительностью отношений на данный момент можно считать лишь косвенной.
Стабильные отношения характерны не только для людей с надёжным типом привязанности. Индивиды с тревожным типом привязанности также могут находиться в долгих отношениях, но при этом могут испытывать множество негативных эмоций и переживаний. Они часто боятся быть брошенными, кроме того характеризуются неуверенностью в своей значимости для партнёра и в его чувствах к себе.